# جامع زيردة
جامع زيردة هو مسجد جامع يعود للقرن العاشر الهجري الشمسي ويقع في محافظة يزد، أردكان بإيران.